# Anaspis occipitalis
Anaspis occipitalis es una especie de coleóptero de la familia Scraptiidae.

## Distribución geográfica
Habita en Rusia.